# Waldeck

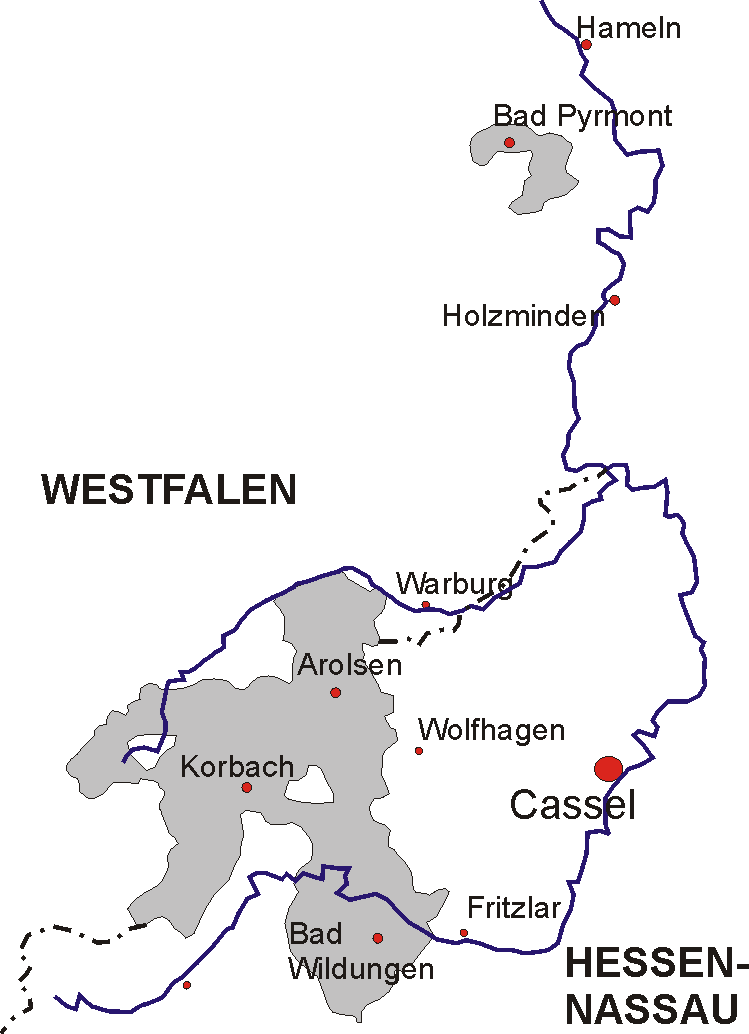
Waldeck 1712–1921

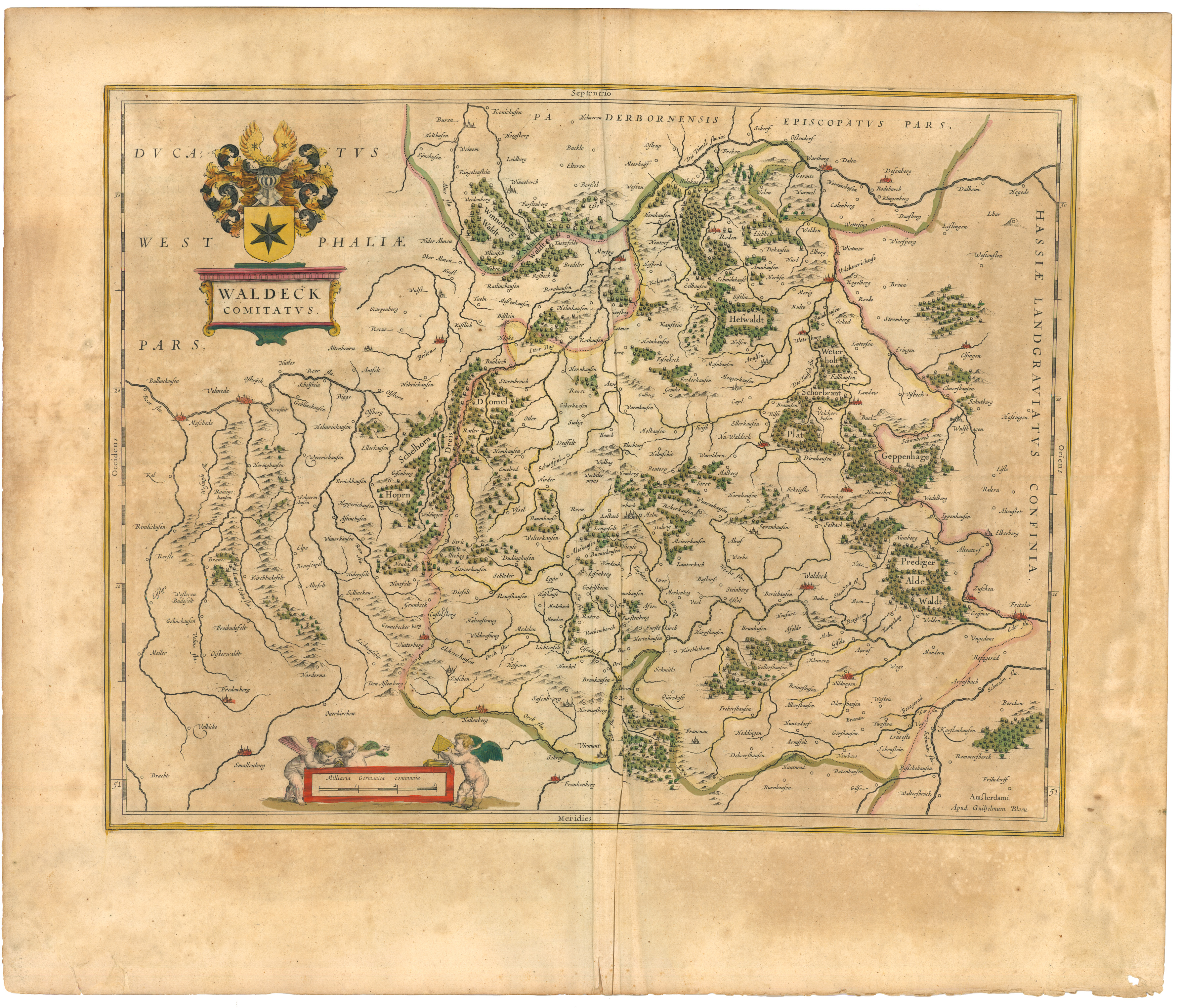
Grafschaft Waldeck im Jahr 1645

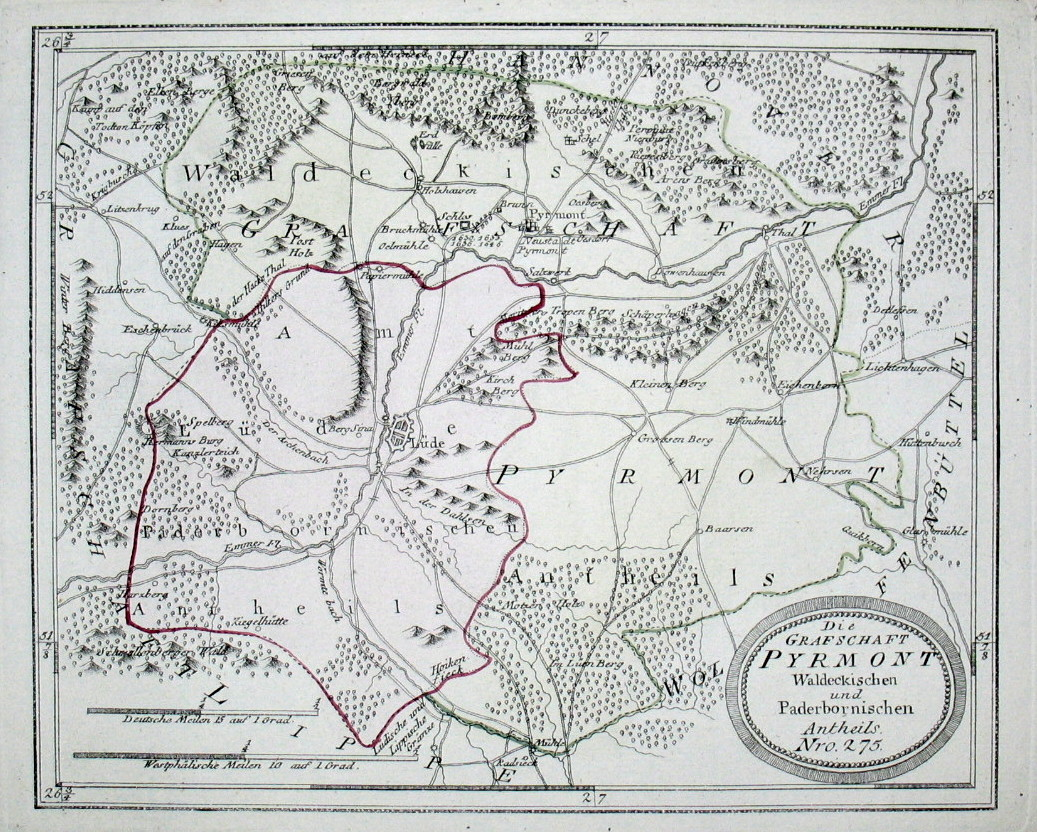
Grafschaft Pyrmont waldeckischen und paderbornischen Anteils (1794)

Das Land Waldeck entstand im Mittelalter um die Burg Waldeck an der Eder im Nordwesten des heutigen Landes Hessen als selbständige Grafschaft des Heiligen Römischen Reiches. 1712 wurde es zum Fürstentum mit der Residenzstadt Arolsen (heute Bad Arolsen), das zudem von 1848 bis 1921 staatsrechtlich mit der Grafschaft Pyrmont zu Waldeck-Pyrmont vereinigt war. Die Waldecker Grafen und Fürsten entstammten dem Haus Waldeck.
Infolge der Novemberrevolution von 1918 wurde aus dem Fürstentum ein Freistaat. 1921 wurde Pyrmont wieder abgetrennt und in Preußen eingegliedert; der verbliebene Freistaat Waldeck wurde 1929 durch Eingliederung in die preußische Provinz Hessen-Nassau aufgelöst.
Von 1942 bis 1974 gab es mit dem damaligen Landkreis Waldeck noch einmal eine Gebietskörperschaft, deren Territorium etwa dem ehemaligen Freistaat entsprach und die danach im neu gebildeten hessischen Landkreis Waldeck-Frankenberg aufging.
Die Historische Kommission für Hessen hieß ehemals „… für Hessen und Waldeck“; der Name lebt heute beispielsweise auch bei der Evangelischen Kirche von Kurhessen-Waldeck oder dem Hessisch-Waldeckischen Gebirgs- und Heimatverein fort.

## Staatssymbole

### Waldecker Stern
Das Symbol aller waldeckischen Staaten war der sogenannte „Waldecker Stern“, ein achtstrahliger schwarzer Stern auf goldenem Grund. Dieser geht zurück auf das Wappen derer von Schwalenberg aus Lippe, in das der Stern vor gut 1000 Jahren integriert wurde. Als Nachkommen nahmen die Grafen und späteren Fürsten von Waldeck den Stern in das Haus- und Familienwappen auf. Erstmals nachgewiesen ist dies im Jahre 1180, als die Grafen von Schwalenberg die Burg Waldeck erwarben. Alle Gemeinden auf ehemalig waldeckischem Territorium tragen heute den Stern in ihren amtlichen Wappen. Manche, wie Bad Arolsen oder Korbach, führen nur den halben Waldecker Stern; auch sind Abwandlungen mit vertauschten Farben (Bad Wildungen) oder weniger Strahlen (Waldeck) zu sehen (siehe unten).

Wappen des ehemaligen Landkreises Waldeck, mit dem klassischen Waldecker Stern
Stammwappen derer von Schwalenberg, Ursprung des Waldecker Sterns
Stammwappen derer von Waldeck
Großes Staatswappen des Fürstentums Waldeck mit dem Stern in der Mitte
Wappen von Bad Wildungen, mit Damaszierung sowie vertauschten Farben zur Unterscheidung
Wappen von Korbach, mit halbem Stern unten
Wappen von Diemelstadt, mit dem Stern in Nische
Wappen der ehemaligen Stadt Waldeck, mit sechs statt acht Strahlen

Der Stern erfreut sich als lokales Symbol großer Beliebtheit, so ist er bspw. auf zahlreichen Fahnen, Autoaufklebern oder Wandtellern sowie in der lokalen Kunst oder als städtebauliches Element zu finden.

### Flaggen

#### Landes- und Staatsflagge
Die Landesfarben von Waldeck entsprechen den Farben der deutschen Trikolore des Revolutionsjahres 1848. Die schwarz-rot-goldene Flagge des Deutschen Bundes war nicht nur für Deutschland angenommen worden, viele Landesfürsten akzeptierten eine Verfassung und nahmen für ihr Land ebenfalls die schwarz-rot-goldene Flagge an, so auch in Waldeck. Die Verfassung für das Deutsche Reich 1848/1849 wurde nie unterschrieben, denn vor allem widersetzte sich Preußen allen demokratischen Bestrebungen und sogar die schwarz-rot-goldene Flagge wurde dort verboten. In anderen Ländern des Deutschen Bundes allerdings nicht, so auch in Waldeck. Für die Zeit vor der Revolution ist lediglich eine Flagge mit anderer Farbreihenfolge (rot-gold-schwarz) überliefert. Diese Farben gehen mindestens auf das Jahr 1814 zurück, als der Fürst eine Verordnung erließ, auf der es hieß: „Jeder Mann in der Miliz soll als Erkennungszeichen eine rot-gelb-schwarze Kokarde tragen.“ Gelb und Schwarz waren bereits 1692 sicherlich die Farben des Landes.
Eine schwarz-rot-goldene Flagge mit dem Waldecker Stern in der Mitte ist auch überliefert und noch heute im Museum auf Schloss Waldeck ausgestellt (siehe unten). Dass es sich um ein Unterscheidungsmerkmal handelt, um vielleicht die Dienstflagge von den allgemein gebräuchlichen Landesfarben zu unterscheiden, kann nur vermutet werden. Diese Flagge nahm später der Landkreis Waldeck an.

Landesfarben/-flagge
Staatsflagge mit Waldecker Stern
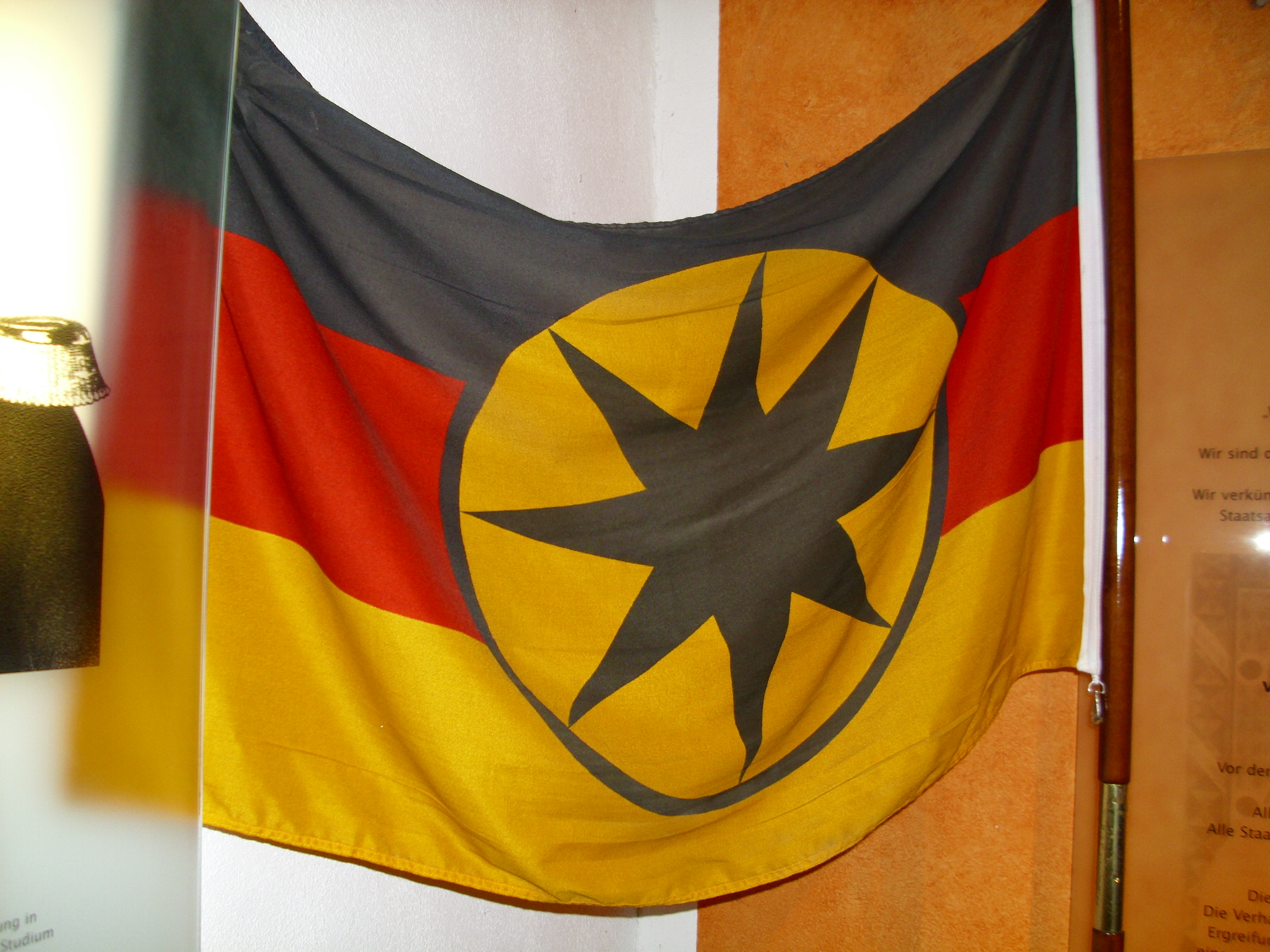
Staatsflagge im Schlossmuseum
Vor der Revolution überlieferte Flagge
Flagge des Fürsten (siehe unten)

#### Flagge des Fürsten
Die Flagge des Fürsten war ursprünglich einfarbig gelb mit dem Waldecker Stern in der Mitte und ein weißes Obereck mit einem roten Ankerkreuz darin, das Wappen der Grafschaft Pyrmont (siehe oben). Diese Flagge scheint in der Umstellungsphase auf Schwarz, Rot und Gold außer Dienst gestellt worden zu sein. Der Heraldiker Hugo Gerhard Ströhl schreibt um 1897, dass diese Flagge nicht mehr verwendet wird, und der Fürst, auf Nachfrage am Fürstlichen Hof, keine besondere Flagge mehr verwenden würde, lediglich die Landesfarben Schwarz, Rot und Gold. Nach neueren Quellen scheint um 1900 eine neue Fürstenstandarte eingeführt worden zu sein, eine (wie die Landesflagge) horizontal gestreifte Flagge in Schwarz, Rot und Gold jedoch erscheint im mittleren roten Streifen das mittlere Staatswappen des Fürstentums.

### Wappen
Die zentralen Elemente der Heraldik der waldeckischen Staaten sind ein schwarzer Stern auf Gold, der Stern von Waldeck (siehe Abschnitt „Waldecker Stern“) und ein rotes Ankerkreuz auf Silber, das Wappen der Grafschaft Pyrmont. Beide Fürstentümer waren ab 1631 in einer Hand und bildeten zusammen das Fürstentum Waldeck-Pyrmont.

#### Stammwappen des Hauses Waldeck
Blasonierung des Stammwappens des Hauses Waldeck: „In Gold ein achtstrahliger schwarzer Stern. Auf dem Helm mit schwarz-goldenen Decken ein offener, je mit dem Stern belegter goldener Flug“
Ursprüngliches Stammwappen des Hauses Waldeck: „In Gold ein achtstrahliger schwarzer Stern. Auf dem Helm mit schwarz-goldenen Decken ein mit sieben goldenen Federn bestecktes, schildartiges Schirmbrett, darin in Gold der achtstrahlige, schwarze Stern.“
Aus dem Federschirmbrett entwickelte sich der offene Flug.

#### Waldeck-Pyrmont: Großes Staatswappen
Das große Staatswappen des Fürstentums führt einen zweimal gespaltenen und zweimal geteilten Schild mit aufgelegtem Herzschildchen, welches das alte Wappen des Fürstentums Waldeck zeigt. Im ersten und neunten Feld erscheint das Wappen der Grafschaft Pyrmont, im zweiten und achten Feld das Wappen der Herrschaft Rappoltstein (auf die die Waldecker Fürsten seit 1793 einen nur vage begründeten Anspruch erhoben), im dritten und siebten Feld das Wappen der Herrschaft Hohenach/Hohenack (beide im Elsass), im vierten Feld das Wappen der Herrschaft Tonna in Thüringen (die von 1640 bis 1677 zu Waldeck gehörte), und im sechsten Feld das Wappen der Herrschaft Geroldseck (dabei handelt es sich um Grand-Geroldseck im Elsass, nicht um Hohengeroldseck im Ortenaukreis).
Auf den Schild ruhen fünf Spangenhelme:
- Herrschaft Hohenach
- Rappoltstein
- Waldeck und Pyrmont
- Tonna
- Geroldseck

Als Schildträger dienen zwei goldene Löwen, die auf einen Ornament stehen, um das ein schwarzes Band mit der Devise „PALMA SUB PONDERE CRESCIT“ (Die Palme wächst unter der Last) geschlungen ist.
En schönes Beispiel für die Gestaltung des großen Staatswappens ist auf dem Vereinsdoppeltaler von Waldeck und Pyrmont von 1847 („Dicke Emma“) in Form des neunfeldigen Wappenschilds auf einem Hermelinmantel unter dem Fürstenhut zu sehen.

### Landeshymne
Das Lied Mein Waldeck war ab 1879 bzw. 1890 die Landeshymne des Fürstentums Waldeck. Sie ist auch zu Beginn des 21. Jahrhunderts bei nahezu allen Einwohnern des Waldecker Lands bekannt und erklingt regelmäßig bei Festen. Die Melodie stammt von Benjamin Christoph Friedrich Rose (1755–1818) und der Text von Pfarrer August Koch (* 10. Januar 1857 in Wrexen; † 1934).

## Daten
- Flagge: Schwarz-Rot-Gold seit 1848
- Hauptstadt: 1655–1918 Arolsen
- Residenz: 1180–1655 Schloss Waldeck, 1655–1918 Residenzschloss Arolsen
- Staatsform: Grafschaft, ab Januar 1712 Fürstentum, ab 1918 Freistaat
- Einwohnerzahl: 56.224 (1871), 55.816 (1925)
- Gründung: 1180 Grafschaft Waldeck, 1625 Grafschaft Waldeck und Pyrmont, 1712 Fürstentum Waldeck-Pyrmont
- Landeshymne: Mein Waldeck

## Geschichte

### Ursprung
Ahnherren der Grafen von Waldeck und späteren Fürsten von Waldeck und Pyrmont waren im männlichen Stamm die Grafen von Schwalenberg (mit Widekind I. als Stammvater).
Erstmals bezeugt ist die Burg Waldeck über der Eder im Jahre 1120. Nach dieser Burg nannte sich ein Zweig der Grafen von Schwalenberg ab 1180, nachdem Volkwin II. von Schwalenberg die Burg durch seine Heirat mit Luitgard, der Tochter des Grafen Poppo I. von Reichenbach und Hollende und Erbin von Waldeck, erworben hatten. Im Laufe der Geschichte gelang es diesem Geschlecht, ein kleines Herrschaftsgebiet im heutigen Nordhessen aufzubauen.

### Grafschaft Waldeck bis 1712
Zunächst war Waldeck ein Lehen des Erzbistums Mainz. 1379 wurde die Grafschaft Reichslehen. Nach dem Tod des Grafen Heinrich VI. 1397 spaltete sich die Familie in zwei Linien auf, die ältere Landauer Linie mit Adolf III. und die Waldecker Linie mit Heinrich VII., die einander zeitweise sogar befehdeten. Beide Linien begaben sich 1431 bzw. 1438 aus Finanznot – aber auch unter dem Eindruck des endgültigen landgräflichen Sieges über Kurmainz im Jahre 1427 und der daraufhin erfolgten Lehnsauftragung der Grafschaft Ziegenhain an Hessen – unter die Lehnshoheit der Landgrafschaft Hessen (ab 1576 Hessen-Kassel). Der Landgraf zahlte den Grafen von Waldeck ein Lehnsgeld zur Schuldentilgung und übernahm auch deren verbleibende Schulden.
Die Waldecker Linie teilte sich 1486 nach dem Tod Heinrichs VIII. erneut in die Linien Waldeck-Wildungen und Waldeck-Eisenberg. Als die ältere Landauer Linie 1495 mit Otto IV. erlosch, ging ihr Besitz zurück an die Linien Wildungen und Eisenberg. 1526 und 1529 führten Philipp IV. von Waldeck-Wildungen und Philipp III. von Waldeck-Eisenberg die Reformation ein. Mehrere Erbteilungen führten zum Entstehen weiterer verschiedener Linien und Nebenlinien, die aber 1692 durch die neuere Wildunger Linie wiedervereint wurden.
1625 gelangte durch Erbvertrag auch die Grafschaft Pyrmont an die Grafen von Waldeck, die sich fortan Grafen von Waldeck und Pyrmont nannten. Eine Vereinigung der beiden räumlich getrennten Herrschaftsgebiete im staatsrechtlichen Sinn erfolgte jedoch erst im 19. Jahrhundert.
1639 wurde Graf Philipp Dietrich von Waldeck aus der neuen Eisenberger Linie Erbe des letzten Grafen von Pallandt-Culemborg und übernahm die Grafschaft Culemborg im Gelderland mit den Herrschaften Werth im Münsterland, Palant und Wittem. Ihm folgte 1664 sein Bruder Graf Georg Friedrich zu Waldeck nach; er nannte sich demgemäß „Georg Friedrich Graf und Herr zu Waldeck, Pyrmont und Cuylenburg, Freiherr zu Tonna, Paland, Wittem, Werth.“ 1682 wurde er von Kaiser Leopold I. als Fürst von Waldeck in den Reichsfürstenstand erhoben. Nachdem seine vier Söhne alle vor ihm verstorben waren, führte er am 12. Juni 1685 durch Vertrag mit seinem Vetter, dem Grafen Christian Ludwig aus der neueren Wildunger Linie, die Primogenitur im Gesamthaus Waldeck ein. Kaiser Leopold I. bestätigte diesen Vertrag 1697. Nach Georg Friedrichs Tod 1692 wurde Christian Ludwig somit Alleinherrscher über die Gesamtgrafschaft.
Die Grafschaft Cuylenburg und die Herrschaft Werth fielen 1714, auf Grund der im November 1680 vollzogenen Heirat von Georg Friedrichs zweiter Tochter Sophia Henriette (1662–1702) mit Herzog Ernst von Sachsen-Hildburghausen, an Sachsen-Hildburghausen. 1640 war auch die Herrschaft Tonna in Thüringen, als Lehen der Herzöge von Sachsen-Altenburg, durch Erbschaft an Waldeck-Pyrmont gekommen; sie wurde allerdings 1677 an Herzog Friedrich I. von Sachsen-Gotha-Altenburg verkauft.

### Fürstentum Waldeck 1712 bis 1848
Friedrich Anton Ulrich von Waldeck und Pyrmont wurde am 6. Januar 1712 von Kaiser Karl VI. in den erblichen Fürstenstand erhoben und nannte sich seitdem Fürst von Waldeck und Pyrmont.
Während des Amerikanischen Unabhängigkeitskrieges von 1775 bis 1783 stellte Fürst Friedrich Karl August gegen Bezahlung drei Regimenter den Briten für den Kampf in Amerika zur Verfügung. Insgesamt 1225 Waldecker Soldaten kämpften in Amerika.
Die Wirren um die Wende vom 18. zum 19. Jahrhundert überstand das Fürstentum, das 1807 dem Rheinbund beigetreten war, ohne in das napoleonische Königreich Westphalen eingegliedert zu werden. Waldeck musste sich verpflichten, katholischen Bürgern Gleichberechtigung in ihrer Religionsausübung zu sichern und im Falle eines Feldzuges 400 Soldaten zu stellen. Eine kurzfristige Erbteilung im Jahr 1806 zwischen den Brüdern Friedrich und Georg endete schon nach sechs Jahren mit dem Tod Friedrichs.
1815 trat Waldeck dem Deutschen Bund bei, 1832 dem Deutschen Zollverein. 1847 wurde, auf Betreiben Preußens, die Lehnshoheit von Hessen-Kassel über Waldeck (wie auch über Schaumburg-Lippe) durch Schiedsspruch des Bundestags endgültig aufgehoben, nachdem diese durch den Beitritt Waldecks zum Rheinbund 1807 bereits faktisch gelöst worden war. Für Hessen-Kassel war dies ein Verlust, denn es konnte nunmehr kein Heimfallrecht mehr beanspruchen.

### Fürstentum Waldeck-Pyrmont 1849 bis 1918
Bereits ab 1813 hatte der Fürst versucht, die seit 1645 in Personalunion mitregierte Grafschaft Pyrmont (seit 1807 Fürstentum) mit Waldeck zum Fürstentum Waldeck-Pyrmont staatsrechtlich zu vereinigen, was jedoch nach politischen Widerständen erst 1849 tatsächlich gelang. Aber auch danach bestand bis 1863/64 speziell für das Budgetrecht in Pyrmont ein kleiner eigener Landtag. (Für die Gerichtsverfassung des Landes siehe Gerichte im Fürstentum Waldeck und Pyrmont.)

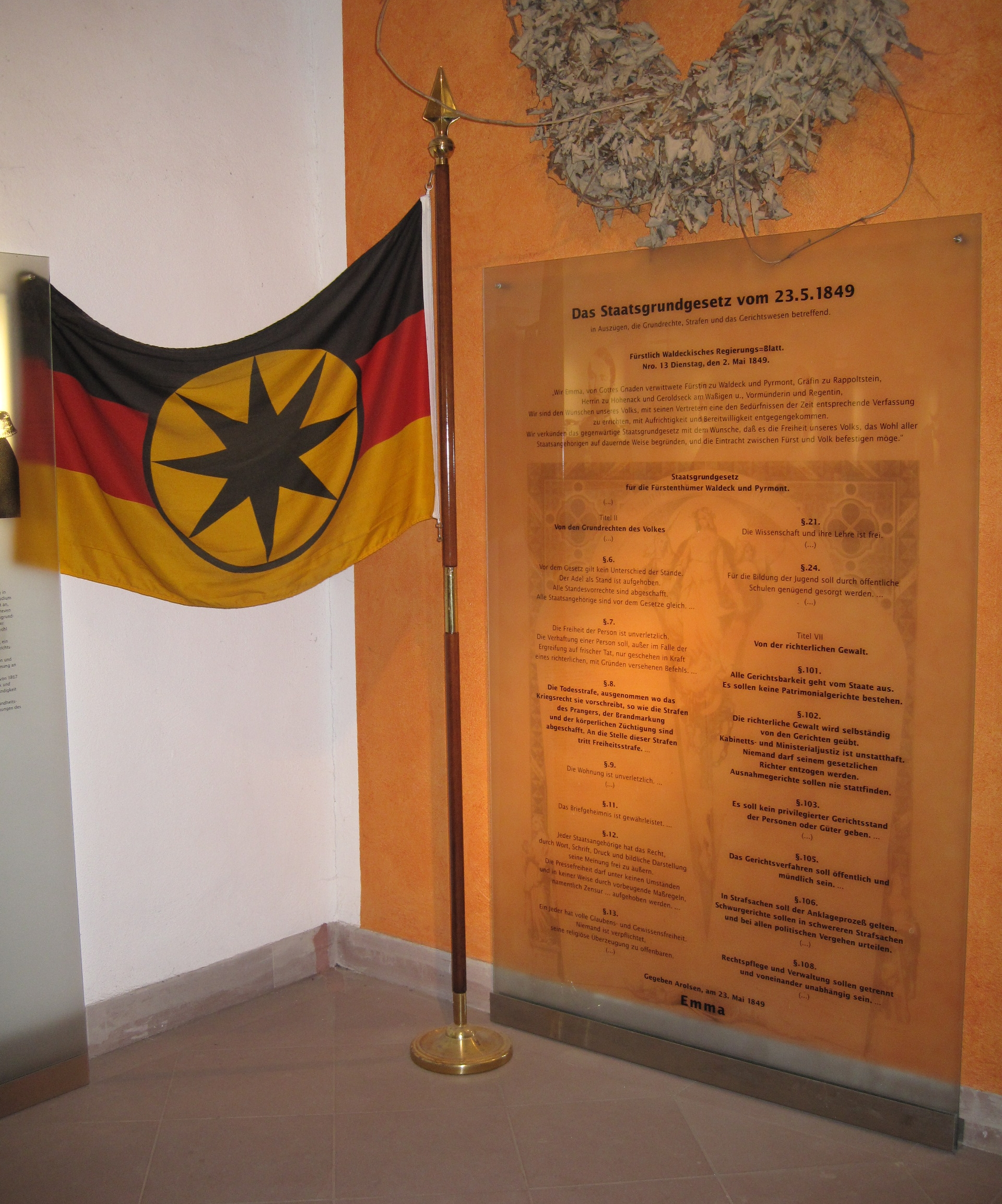
Staatsgrundgesetz für die Fürstentümer Waldeck und Pyrmont vom 23. Mai 1849 (Auszug)

Am 1. August 1862 schloss Waldeck-Pyrmont eine Militärkonvention mit Preußen. Daher stand es im Krieg von 1866 zwischen Preußen und Österreich auf der Seite Preußens und entging dadurch (im Gegensatz zum benachbarten Kurfürstentum Hessen) der Annexion.
Da das kleine und finanzschwache Fürstentum jedoch seine Beiträge zum Norddeutschen Bund nicht zahlen konnte, lehnte der Landtag die Bundesverfassung einstimmig ab, um den Fürsten zu einem Akzessionsvertrag mit Preußen zu drängen. Bismarck hatte zuvor den Gedanken einer Vereinigung mit Preußen aus Prestigegründen abgelehnt. Daraufhin schloss Waldeck-Pyrmont im Oktober 1867 den Akzessionsvertrag mit Preußen, demgemäß das Fürstentum nominell selbständig blieb, Preußen aber ab 1. Januar 1868 die Staatsdefizite und die innere Verwaltung mit Justiz- und Schulwesen des Fürstentums, allerdings gemäß waldeckschen Gesetzen, übernahm. Preußen ernannte seitdem, in formellem Einverständnis mit dem Fürsten, einen Landesdirektor. Die Gerichtsbarkeit wurde von den preußischen Landgerichten in Kassel und, für den Landesteil Pyrmont, in Hannover ausgeübt. Dem Fürsten blieben nur noch die Verwaltung des Kirchenwesens, das Begnadigungsrecht und ein Zustimmungsrecht bei Gesetzen. Auch erhielt er weiterhin den Ertrag der Domänen. Der Vertrag wurde in der Folge alle zehn Jahre erneuert. Damit blieb Waldeck auch Bundesstaat des zum Deutschen Reich erweiterten Bundes.

### Freistaat Waldeck-Pyrmont 1919 bis 1921

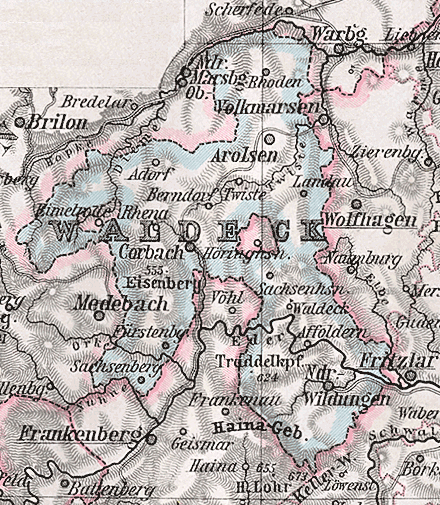
Landesteil Waldeck 1905

Nach dem Ende des Ersten Weltkriegs wurde der letzte regierende Fürst, Friedrich (1865–1946), am 13. November 1918 durch eigens angereiste Vertreter der Kasseler Arbeiter- und Soldatenräte für abgesetzt erklärt. Das bisherige Fürstentum Waldeck-Pyrmont wurde dadurch ein Freistaat innerhalb der Weimarer Republik. Allerdings entstand in der Folge keine neue Verfassung, so dass die monarchische Konstitution von 1849/1852 formell noch bis 1929 in Kraft blieb. Die Bestimmungen des Akzessionsvertrages mit Preußen blieben ebenfalls weiterhin in Kraft, auch nachdem der Kreis Pyrmont am 30. November 1921 nach einer Volksabstimmung abgetrennt und im Rahmen eines Staatsvertrags mit Preußen der preußischen Provinz Hannover zugeordnet und mit dem Kreis Hameln zum Landkreis Hameln-Pyrmont vereinigt wurde.

### Freistaat Waldeck 1921 bis zur Auflösung 1929
Erst 1926 kündigte der Freistaat Preußen den Akzessionsvertrag. Am 9. April 1927 wurde das Finanzausgleichsgesetz geändert. Für Waldeck bedeutete das eine Verminderung der Reichssteuerzuweisungen um fast 600.000 Reichsmark. Ohne unzumutbare Steuererhöhungen war der Freistaat Waldeck finanziell nicht mehr lebensfähig. Er wurde daher am 1. April 1929 aufgelöst und als Teil der Provinz Hessen-Nassau in Preußen eingegliedert. Waldeck hörte damit auf, als eigenständiger Staat zu existieren.

### Weitere Entwicklung nach 1929
Beim Übergang nach Preußen 1929 blieben die drei bereits 1849/50 gebildeten Landkreise Waldecks, der Kreis der Eder, des Eisenbergs und der Twiste, zunächst weiter bestehen. Dabei wurden die bisherigen Enklaven Höringhausen und Eimelrod, die schon 1866 als Exklaven des Kreises Vöhl vom Großherzogtum Hessen an Preußen gefallen waren, in den Kreis des Eisenbergs eingegliedert. Die Reichsregierung (Kabinett Papen) legte 1932 die Kreise der Eder und des Eisenbergs zusammen, der Kreis der Twiste sollte am 1. April 1934 mit dem benachbarten Kreis Wolfhagen mit Verwaltungssitz in Arolsen zusammengelegt werden. Dazu kam es nach der NS-Machtübernahme von 1933 nicht mehr. Ein Gesetz vom 28. Februar 1934 hob die Zusammenlegung Eder-Eisenberg und die geplante Zusammenlegung Twiste-Wolfhagen auf.
Am 1. Februar 1942 wurden die drei Waldecker Kreise zum neuen Landkreis Waldeck mit der Kreisstadt Korbach vereinigt. Damit entstand wieder eine Gebietskörperschaft, die den Namen Waldeck führte und deren Gebiet sich näherungsweise mit dem des früheren Fürstentums deckte. Als Teil der preußischen Provinz Hessen-Nassau (ab 1944 Provinz Kurhessen) kam der Landkreis Waldeck 1945 zum neuen Land Groß-Hessen, aus dem 1946 das heutige Bundesland Hessen wurde.

### Hessische Gebietsreform 1974
Im Zuge der hessischen Gebietsreform von 1974 wurde der Kreis Waldeck mit dem benachbarten Landkreis Frankenberg zum neuen Landkreis Waldeck-Frankenberg zusammengeschlossen. Die Stadt Züschen verlor dabei jedoch ihre jahrhundertealte Zugehörigkeit zu Waldeck und wurde zum Stadtteil der im Schwalm-Eder-Kreis liegenden Stadt Fritzlar.
Bereits zum 1. August 1972 wurde die Stadt Volkmarsen aus dem damaligen Landkreis Wolfhagen herausgelöst und dem Landkreis Waldeck zugeordnet.

## Innere Verwaltungsgliederung des Landes Waldeck
Bis 1814 war Waldeck in neun Ämter gegliedert, zu denen auch die insgesamt 13 mehrheitlich kleinen Städte gehörten: Arolsen (zuvor Mengeringhausen), Eilhausen, Eisenberg, Landau, Lichtenfels, Rhoden, Waldeck, Wetterburg und Wildungen. 1814 wurden diese zu drei Oberämtern zusammengelegt und 1816 in fünf Justizoberämtern gegliedert: Rhoden und Eilhausen wurden zum Oberjustizamt der Diemel vereinigt, mit Sitz in Rhoden; Arolsen, Wetterburg und Landau wurden im Oberjustizamt der Twiste zusammengefasst, mit Sitz in Arolsen; Waldeck ging im Oberjustizamt der Werbe auf, mit Sitz in Sachsenhausen; und Wildungen wurde zum Oberjustizamt der Eder, mit Sitz in Alt-Wildungen. Lichtenfels (mit Sitz in Sachsenberg) blieb bis 1848 selbständig, ging aber dann im Oberjustizamt des Eisenbergs auf.
1849/1850 wurde das Fürstentum in drei Kreise eingeteilt: den Kreis der Eder (Sitz in Wildungen), den Kreis des Eisenbergs (Sitz in Korbach) und den Kreis der Twiste (Sitz in Mengeringhausen, ab 1857 in Arolsen). Die Oberämter der Eder und der Werbe sowie das vom Oberamt der Twiste abgetrennte Freienhagen wurden zum Kreis der Eder. Strothe und Meineringhausen kamen zum Kreis des Eisenbergs. Die Oberämter der Twiste und der Diemel wurden zum Kreis der Twiste. Hinzu kam der Kreis Pyrmont (ab 1922 mit dem preußischen Kreis Hameln (Provinz Hannover) vereinigt).
Verwaltungsgliederung mit Einwohnerzahlen 1871:
| Kreis (ggf. Sitz)           | Einwohner 1871 |
| --------------------------- | -------------- |
| der Eder (Nieder-Wildungen) | 14.862         |
| des Eisenberges (Korbach)   | 16.575         |
| der Twiste (Arolsen)        | 17.199         |
| Pyrmont                     | 07.588         |

### Einwohnerverzeichnis 1910
Zum 1. Dezember 1910 lebten im Fürstentum Waldeck und Pyrmont 61.707 Personen in 121 Gemeinden.
| Verwaltungseinheit   | Gemeinden | Fläche (in km²) | Einwohner | zur Gemeindeauflistung                          |
| -------------------- | --------- | --------------- | --------- | ----------------------------------------------- |
| Kreis der Eder       | 036       | 0.334,01        | 16.637    | siehe: Gemeindeverzeichnis Kreises der Eder     |
| Kreis des Eisenbergs | 043       | 0.419,09        | 19.567    | siehe: Gemeindeverzeichnis Kreis des Eisenbergs |
| Kreis der Twiste     | 031       | 0.302,33        | 16.154    | siehe: Gemeindeverzeichnis Kreis der Twiste     |
| Kreis Pyrmont        | 011       | 0.065,53        | 09.349    | siehe: Gemeindeverzeichnis Kreis Pyrmont        |
| Fürstentum           | 121       | 1.120,96        | 61.707    |                                                 |

## Liste der Regenten und Regierungschefs

### Grafen und Fürsten von Waldeck

#### Grafen von Waldeck
- 1137–1185: Volkwin I.
- 1185–1209: Heinrich I.
- 1185–1189: Widukind III.
- 1185–1223: Hermann III.
- 1224–1249: Volkwin II.
- 1218–1270: Adolf I.
- 1270–1271: Adolf II.
- 1271–1305: Otto I.
- 1305–1344: Heinrich IV.
- 1344–1369: Otto II.
- 1369–1397: Heinrich VI.

Ursprüngliches Stammwappen der Grafen von Waldeck

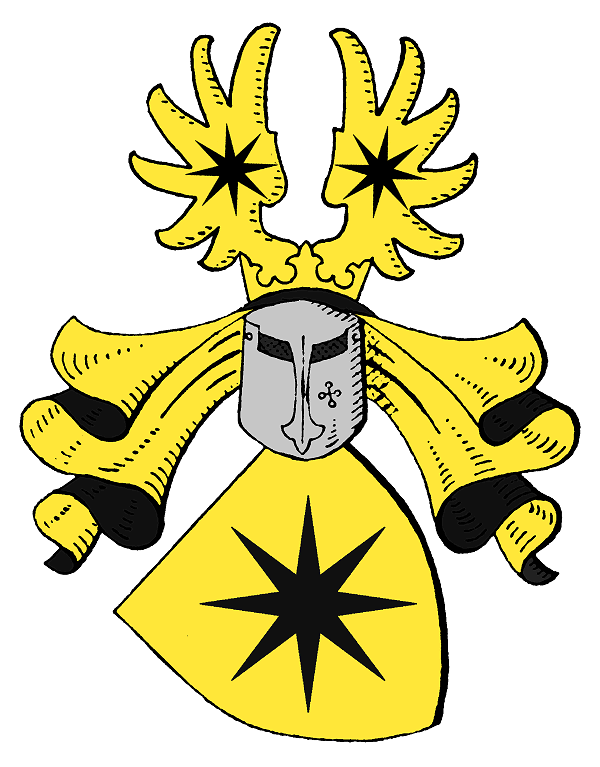
Stammwappen der Grafen von Waldeck

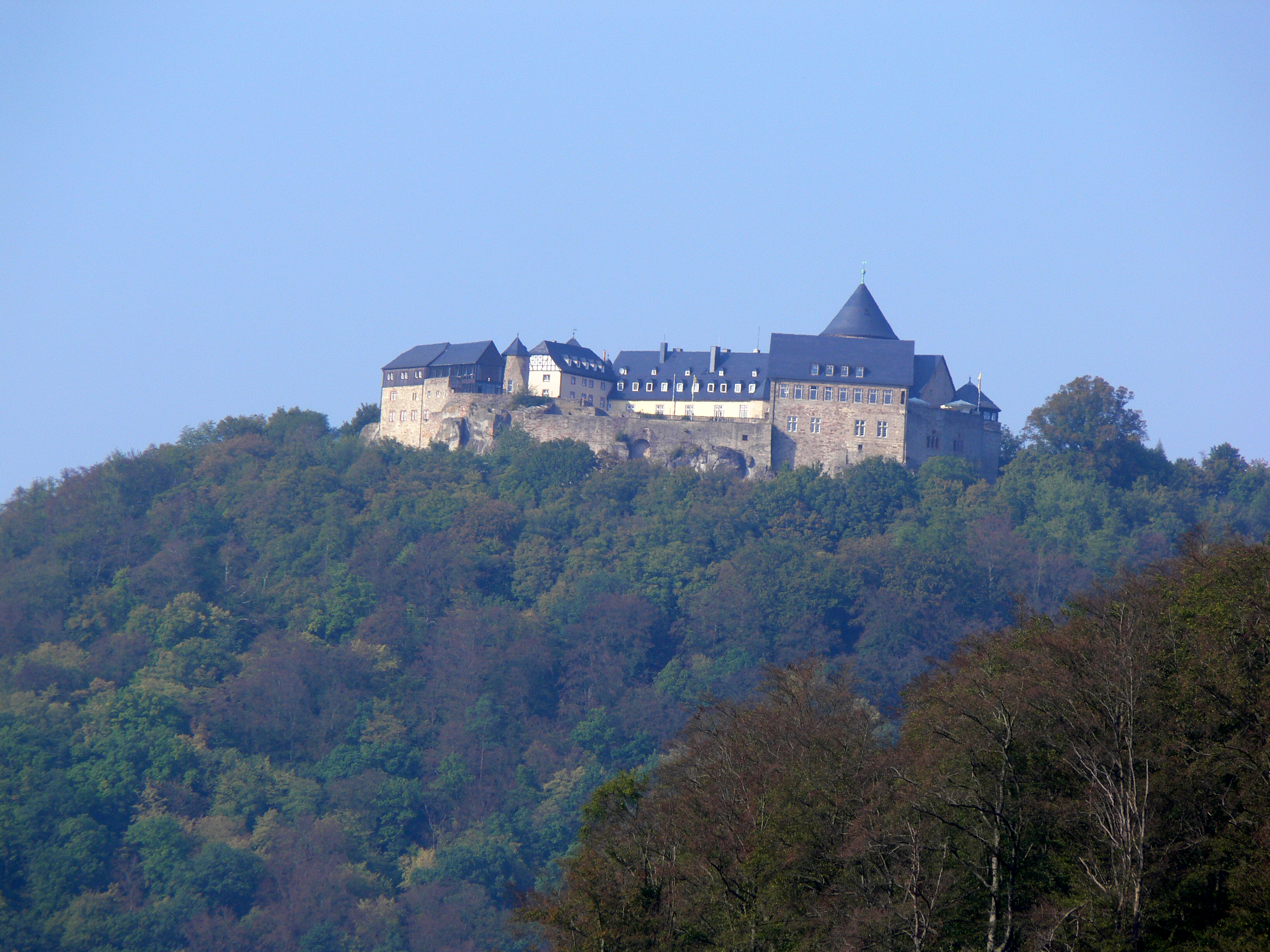
Schloss Waldeck

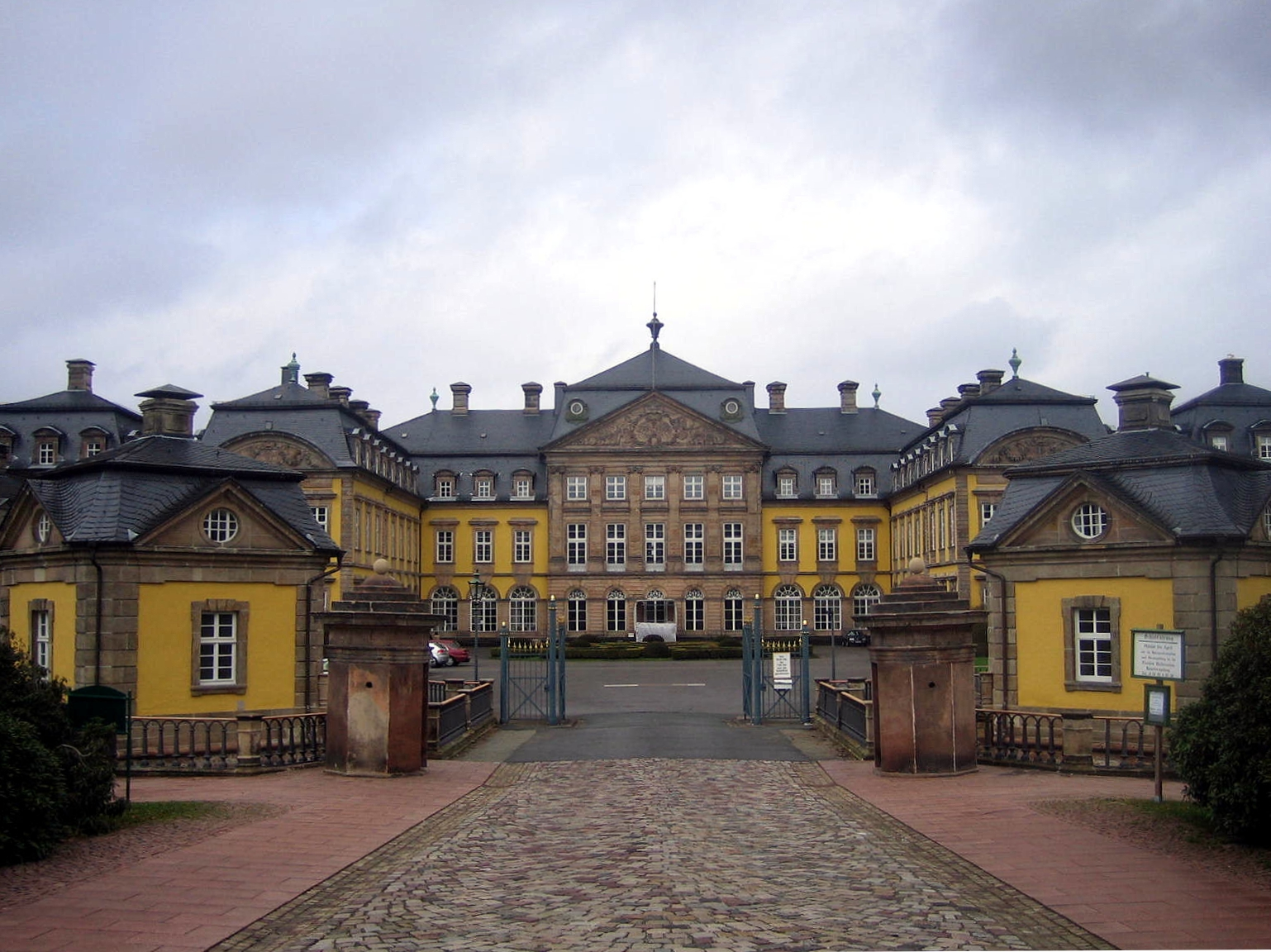
Residenzschloss Arolsen

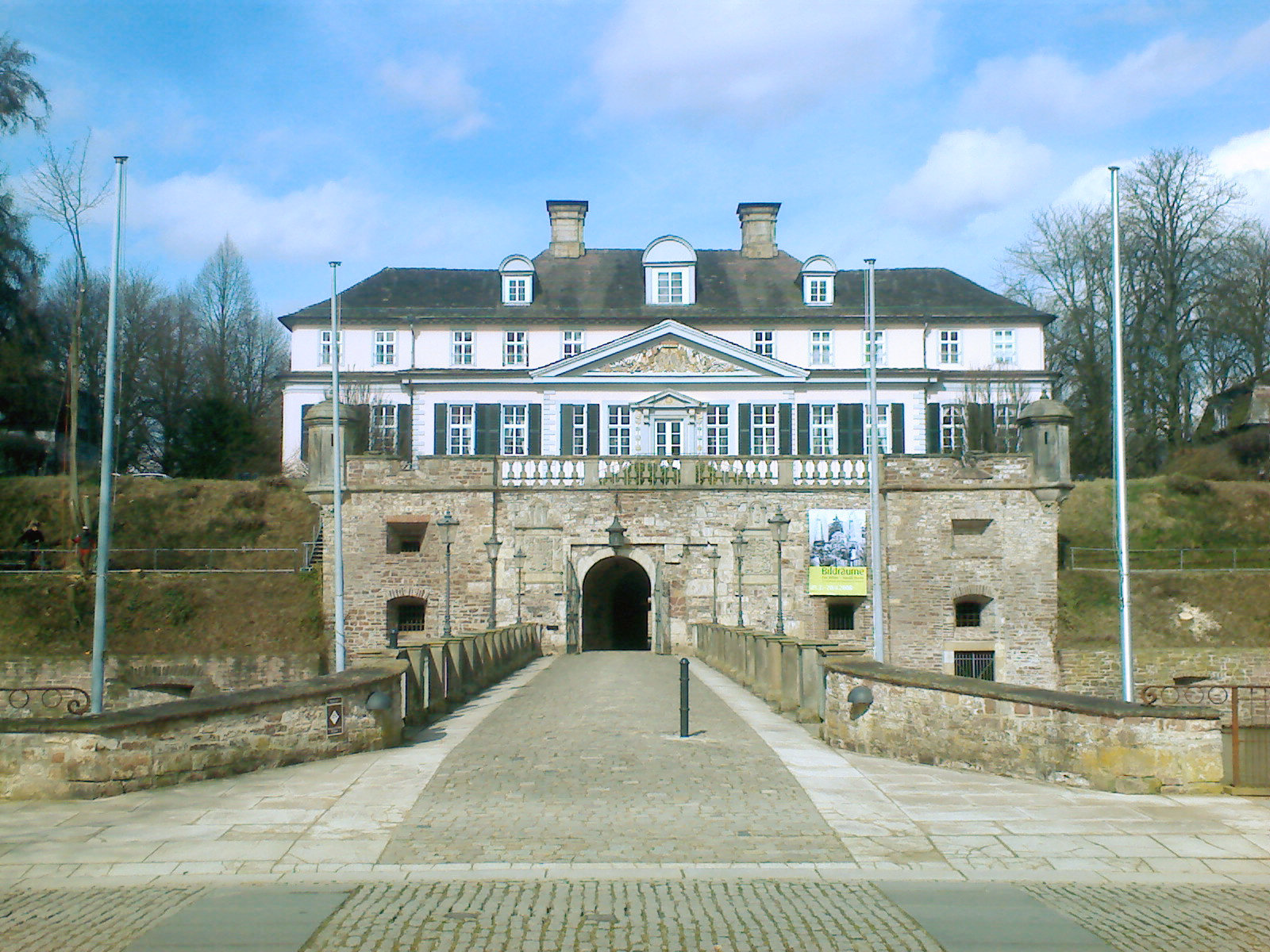
Schloss Pyrmont

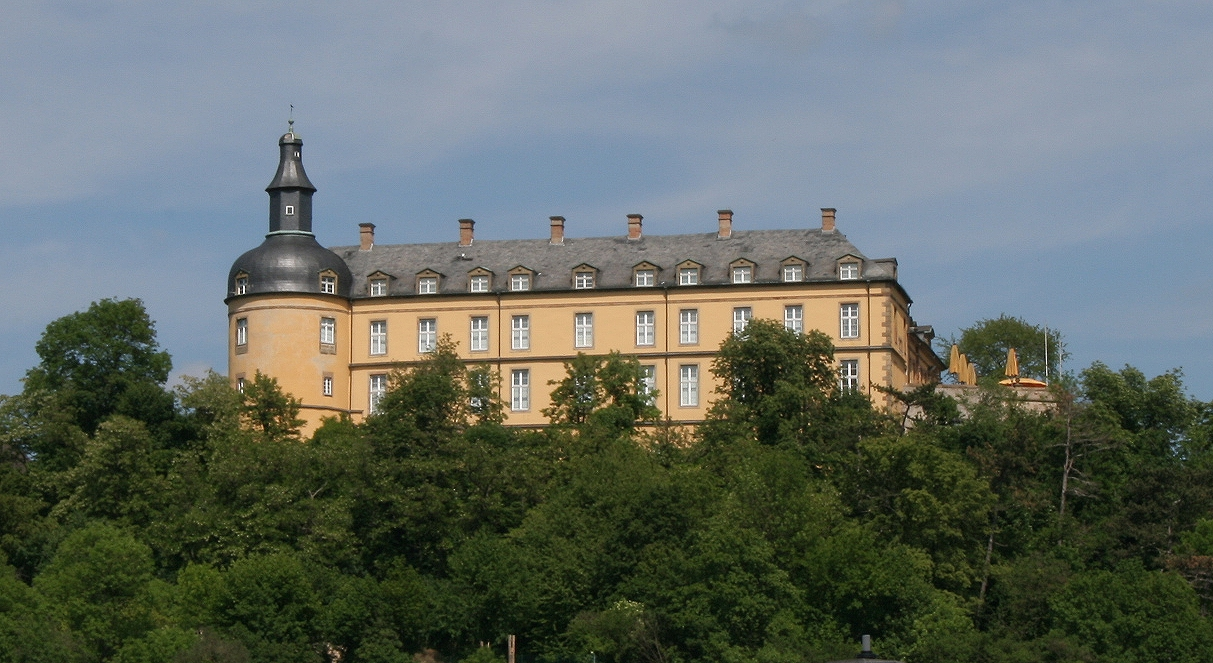
Schloss Friedrichstein (Bad Wildungen)

Friedrich Anton Ulrich

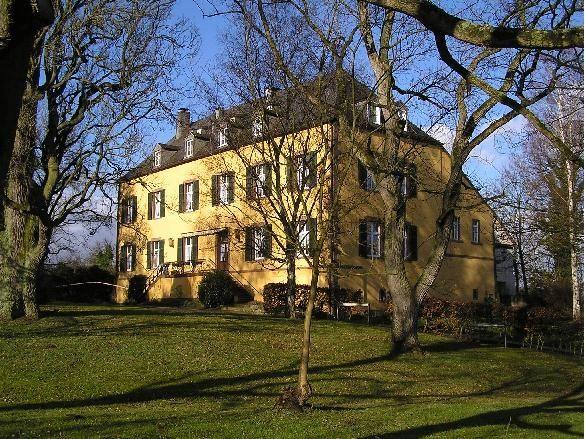
Schloss Landau

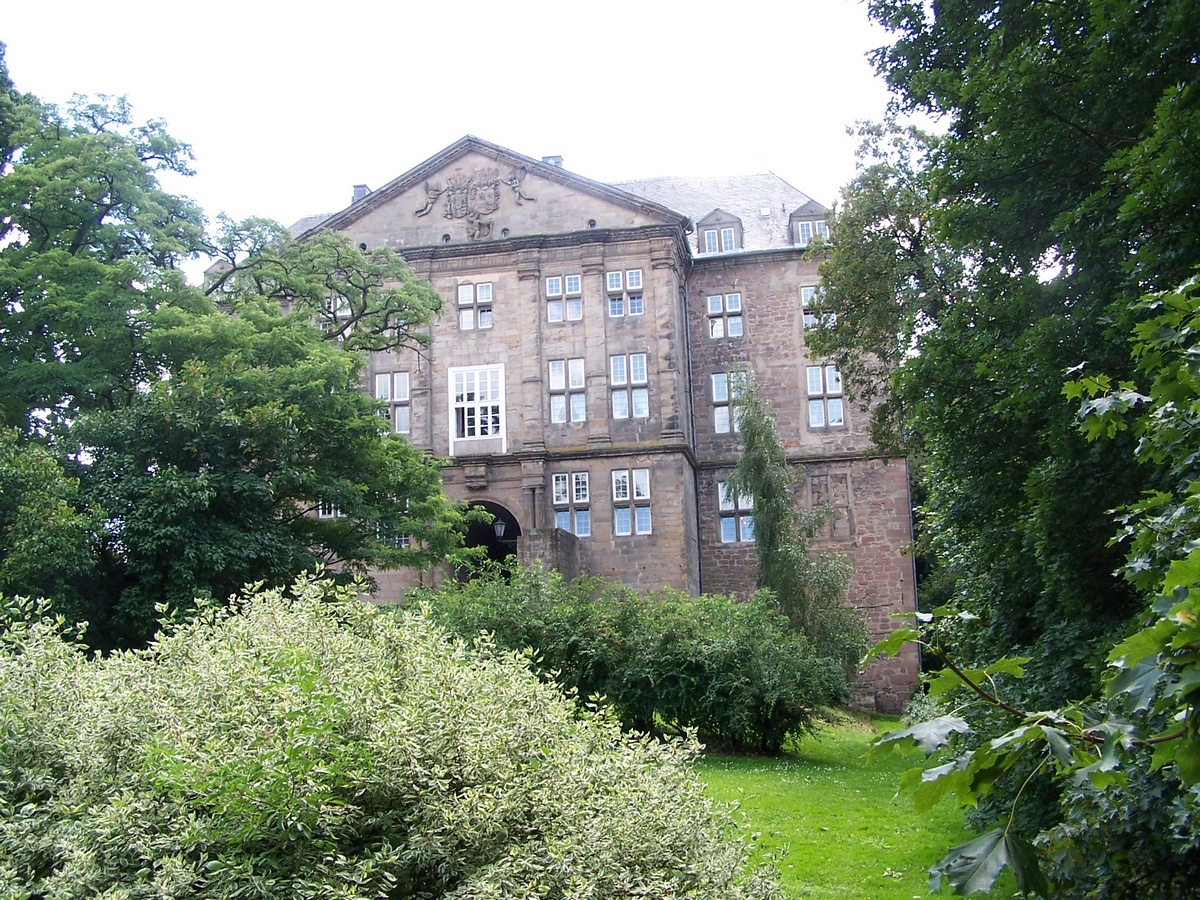
Schloss Rhoden

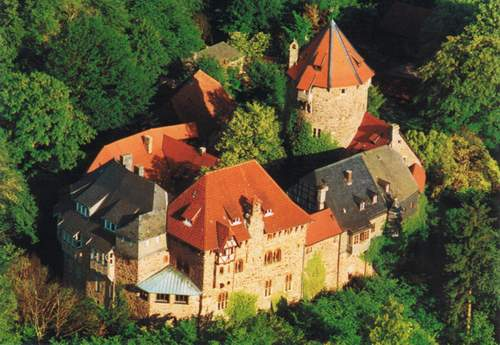
Burg Lichtenfels

Teilung in Waldeck zu Landau und Waldeck zu Waldeck

#### Grafen von Waldeck zu Landau (ältere Linie)
- 1397–1431: Adolf III.
- 1431–1459: Otto III.
- 1459–1495: Otto IV.

Erlöschen der älteren Landauer Linie; Waldeck-Landau fällt an Waldeck-Eisenberg und Waldeck-Wildungen

#### Grafen von Waldeck zu Waldeck (neuere Linie)
- 1397–1444: Heinrich VII.
- 1442/44–1475: Wolrad I.
- 1475: Philipp I.
- 1475–1486: Heinrich VIII. (Vormund und Regent: Philipp II.)

1486 Teilung in Waldeck-Eisenberg und Waldeck-Wildungen

#### Grafen von Waldeck-Eisenberg (ältere Linie)
- 1486–1524: Philipp II.
- 1524–1539: Philipp III.

Teilung in Waldeck-Eisenberg mittlere Linie und Waldeck-Landau neuere Linie

#### Grafen von Waldeck zu Landau (neuere Linie)
- 1539–1567 Johann I.
- 1567–1579 Philipp VI.
- 1579–1597 Franz III.

1597 Erlöschen der neueren Landauer Linie; Waldeck-Landau fällt an Waldeck-Eisenberg und Waldeck-Wildungen

#### Grafen von Waldeck-Eisenberg (mittlere Linie)
- 1539–1578: Wolrad II.
- 1578–1588: Josias I.
- 1588–1607: Christian (1607 Begründer der neueren Wildunger Linie)
- 1588–1607: Wolrad IV. (Mitregent Christians, 1607 Begründer der neueren Eisenberger Linie)

1607 Teilung in Waldeck-Eisenberg (neuere Linie) und Waldeck-Wildungen (neuere Linie)

#### Grafen von Waldeck-Eisenberg (neuere Linie)
- 1607–1640: Wolrad IV. (bis 1607 Mitregent Christians in Waldeck-Eisenberg)
- 1640–1645: Philipp Dietrich (auch Philipp Theodor)[16]
- 1645–1664: Heinrich Wolrad
- 1664–1692: Georg Friedrich

Georg Friedrich wurde am 17. Juni 1682 durch Kaiser Leopold I. in den persönlichen Reichsfürstenstand erhoben. Nach seinem Tod ging seine Teilgrafschaft durch Erbvertrag an Christian Ludwig von Waldeck-Wildungen, der damit beide Teile der Grafschaft wieder in einer Hand vereinte.

#### Grafen von Waldeck-Wildungen (ältere Linie)
- 1486–1512: Heinrich VIII.
- 1513–1574: Philipp IV.
- 1574–1577: Daniel
- 1577:00000 Heinrich IX.
- 1577–1585: Günther
- 1585–1598: Wilhelm Ernst

#### Grafen von Waldeck-Wildungen (neuere Linie)
- 1607–1637: Christian (bis 1607 Graf von Waldeck-Eisenberg (mittlere Linie))
- 1638–1645: Philipp VII.
- 1645–1706: Christian Ludwig
- 1645–1669: Josias II. (formell Mitregent von Christian Ludwig in drei Ämtern[17])

#### Grafen von Waldeck
- 1692–1706: Christian Ludwig

#### Grafen von Waldeck und Pyrmont (Haus Waldeck)
- 1706–1712: Friedrich Anton Ulrich (1712 von Kaiser Karl VI. in den erblichen Fürstenstand erhoben; ließ zwischen 1706 und 1710 das Schloss Pyrmont und von 1710 bis 1728 das Residenzschloss Arolsen erbauen und vollendete bis 1714 den Bau von Schloss Friedrichstein in Wildungen)

#### Fürsten zu Waldeck und Pyrmont
- 1712–1728: Friedrich Anton Ulrich
- 1728–1763: Karl August Friedrich (während des österreichischen Erbfolgekrieges auch Oberbefehlshaber der niederländischen Armee)
- 1763–1812: Friedrich Karl August (bis 1766 unter Vormundschaft, ab 1805 nach Erbteilung nur noch Fürst zu Waldeck)
- 1812–1813: Georg I. (1805–1812 Prinz zu Waldeck und Fürst zu Pyrmont)
- 1813–1845: Georg II. Heinrich
- 1845–1893: Georg Victor
- 1893–1918: Friedrich

### Preußische Landesdirektoren 1868–1914
- 1868–1872: Julius Adalbert von Flottwell
- 1872–1881: Karl Albert Friedrich Hugo von Sommerfeld
- 1881–1884: Jesco von Puttkamer
- 1885–1886: Ernst von Saldern
- 1886–1907: Johannes von Saldern
- 1907–1908: Leo Marquard von Lützow
- 1908–1914: Ernst Reinhold Gerhard von Glasenapp

### Regierungschefs des Freistaats Waldeck-Pyrmont in der Weimarer Republik
- 1918–1920: Karl Hermann Friedrich Wilhelm von Redern
- 1920–1929: Wilhelm Schmieding, DVP
- 1929: Herbert Herberg

## Landtag
In Waldeck bestanden seit Bildung des Fürstentums Landstände. Diese bestanden mit kleinen Modifizierungen auch während der ersten Hälfte des 19. Jahrhunderts. Mit der Märzrevolution 1848 wurde ein gemeinsamer Landtag für Waldeck-Pyrmont geschaffen. In der Zeit der Weimarer Republik bestand eine Landesvertretung als Landtag.

### Landesvertretung 1919–1925
| Jahr |                                                                          |                |      |                |      |                |                          |                |      |              |     |              |
| ---- | ------------------------------------------------------------------------ | -------------- | ---- | -------------- | ---- | -------------- | ------------------------ | -------------- | ---- | ------------ | --- | ------------ |
| 1919 | SPD                                                                      | 30,4 % 7 Sitze | DNVP | 23,2 % 6 Sitze | DDP  | 21,2 % 4 Sitze | Waldeckischer Volksbund  | 13,6 % 3 Sitze | DVP  | 7,1 % 1 Sitz |     |              |
| 1922 | Waldeckischer Landeswahlverband (Landbund / DNVP / DVP / Handwerkerbund) | 50,2 % 9 Sitze | SPD  | 20,9 % 4 Sitze | DDP  | 12,9 % 2 Sitze | Waldeckische Vereinigung | 8,7 % 1 Sitz   | USPD | 7,4 % 1 Sitz |     |              |
| 1925 | Landbund                                                                 | 33,5 % 7 Sitze | SPD  | 18,6 % 3 Sitze | DNVP | 16,1 % 3 Sitze | Handwerkerbund           | 12,1 % 2 Sitze | DVP  | 9,6 % 1 Sitz | DDP | 6,7 % 1 Sitz |

An 100 % fehlende Stimmen = Nicht in der Landesvertretung vertretene Wahlvorschläge

## Historische Quellen
Die umfangreiche schriftliche Überlieferung der Grafschaft, des Fürstentums und Freistaats Waldeck vom 11. bis in das 20. Jahrhundert hinein wird im Hessischen Staatsarchiv Marburg verwahrt. Die Urkunden, Akten sowie Karten und Pläne wurden seit dem späten 19. Jahrhundert zwecks archivischer Erschließung sukzessive von Arolsen nach Marburg überführt. Nach dem 1929 erfolgten Anschluss Waldecks an die preußische Provinz Hessen-Nassau verblieben die Unterlagen dauerhaft im Staatsarchiv Marburg.